# سرنجة شائعة
سَرَنجة شائعة هو نوع من النباتات المزهرة في فصيلة الهدرانجية، واطنة في جنوب أوربة.